# Ґардна-Мала
Ґардна-Мала (пол. Gardna Mała) — село в Польщі, у гміні Смолдзіно Слупського повіту Поморського воєводства.
Населення — 183 особи (2011).
У 1975-1998 роках село належало до Слупського воєводства.

## Демографія
Демографічна структура станом на 31 березня 2011 року:
|          | Загалом | Допрацездатний вік | Працездатний вік | Постпрацездатний вік |
| -------- | ------- | ------------------ | ---------------- | -------------------- |
| Чоловіки | 89      | 17                 | 63               | 9                    |
| Жінки    | 94      | 17                 | 56               | 21                   |
| Разом    | 183     | 34                 | 119              | 30                   |